# Stefano Della Santa
Stefano Della Santa (né le 22 mai 1967 à Lucques, en Toscane) est un coureur cycliste professionnel italien.

## Biographie
Professionnel de 1989 à 2000, Stefano Della Santa a notamment remporté la Bicyclette basque, le Tour d'Andalousie et la Semaine catalane.

## Palmarès

### Palmarès amateur
- 1985
  - Coppa Martiri Lunatesi
- 1987
  - Trophée Matteotti amateurs
  - Cronoscalata della Futa
  - Gran Premio Ezio Del Rosso
  - Coppa Mobilio Ponsacco (contre-la-montre)
- 1988
  - Gran Premio CNA L'Artigianato Pistoiese
  - Cronoscalata della Futa
  - 2e de Florence-Viareggio

### Palmarès professionnel
| - 1989 - 3e de Nice-Alassio - 1990 - 1re épreuve du Trofeo dello Scalatore - 1991 - 3e épreuve du Trofeo dello Scalatore - 2e du Trofeo dello Scalatore - 2e du Mémorial Nencini - 1992 - 2e du Mémorial Nencini - 1993 - Tour de Campanie - Trofeo Melinda - 2e du Trofeo Laigueglia - 2e du Tour de la Communauté valencienne - 2e du Tour de Galice - 3e de Tirreno-Adriatico - 3e de la Bicyclette basque - 3e du Tour de Toscane - 6e du Championnat de Zurich - 1994 - Tour d'Andalousie : - Classement général - 4e et 5eb (contre-la-montre) étapes - Semaine catalane : - Classement général - 3e étape - Classement général de la Bicyclette basque - 3e du Tour des Apennins - 3e de la Classique de Saint-Sébastien - 3e du Tour de Galice - 5e de Liège-Bastogne-Liège - 5e de la Flèche wallonne - 7e du Tour de Romandie | - 1995 - Classement général du Tour d'Andalousie - 2e de la Hofbrau Cup - 2e de la Classique d'Ordizia - 2e de la Clásica de Sabiñánigo - 2e du Tour de Burgos - 2e de la Classique de Saint-Sébastien - 2e de la Coppa Agostoni - 10e du Tour d'Espagne - 2000 - 3e étape du Tour de Beauce |

## Résultats sur les grands tours

### Tour d'Italie
5 participations
- 1990 : hors délais (9e étape)
- 1991 : 22e
- 1992 : non-partant (16e étape)
- 1993 : 21e
- 1994 : abandon (15e étape)

### Tour d'Espagne
1 participation
- 1995 : 10e